# Lijst van voetbalinterlands Libanon - Oman
Deze lijst van voetbalinterlands is een overzicht van alle officiële voetbalwedstrijden tussen de nationale teams van Libanon en Oman. De landen speelden tot op heden dertien keer tegen elkaar. Het eerste duel betrof een vriendschappelijke wedstrijd, die werd gespeeld op 5 september 1996 in Beiroet. De laatste ontmoeting, eveneens vriendschappelijk, vond plaats in Muscat op 28 mei 2025.

## Wedstrijden
| №  | Plaats    | Datum             | Competitie         | Wedstrijd      | Uitslag |
| -- | --------- | ----------------- | ------------------ | -------------- | ------- |
| 1  | Beiroet   | 5 september 1996  | Vriendschappelijk  | Libanon – Oman | 1 – 2   |
| 2  | Beiroet   | 7 september 1996  | Vriendschappelijk  | Libanon – Oman | 2 – 1   |
| 3  | Beiroet   | 16 juli 1997      | Vriendschappelijk  | Libanon – Oman | 1 – 1   |
| 4  | Amman     | 25 augustus 1999  | Vriendschappelijk  | Libanon – Oman | 1 – 1   |
| 5  | Baalbek   | 5 augustus 2000   | Vriendschappelijk  | Libanon – Oman | 3 – 1   |
| 6  | Baalbek   | 8 augustus 2000   | Vriendschappelijk  | Libanon – Oman | 1 – 2   |
| 7  | Beiroet   | 9 juli 2011       | Vriendschappelijk  | Libanon – Oman | 0 – 1   |
| 8  | Muscat    | 27 mei 2012       | Vriendschappelijk  | Oman – Libanon | 1 – 1   |
| 9  | Farwaniya | 8 december 2012   | West-Azië Cup 2012 | Oman − Libanon | 0 − 1   |
| 10 | Doha      | 29 mei 2013       | Vriendschappeijk   | Oman − Libanon | 1 − 1   |
| 11 | Muscat    | 10 september 2018 | Vriendschappeijk   | Libanon − Oman | 0 − 0   |
| 12 | Muscat    | 27 maart 2023     | Vriendschappelijk  | Oman − Libanon | 2 − 0   |
| 13 | Muscat    | 28 mei 2025       | Vriendschappelijk  | Oman − Libanon | 1 − 0   |

## Samenvatting
| Competitie        | Totaal gespeeld | Winst Libanon | Gelijk | Winst Oman | Doelsaldo Libanon – Oman |
| ----------------- | --------------- | ------------- | ------ | ---------- | ------------------------ |
| West-Azië Cup     | 1               | 1             | 0      | 0          | 1 − 0                    |
| Vriendschappelijk | 12              | 2             | 5      | 5          | 11 − 14                  |
| Totaal            | 13              | 3             | 5      | 5          | 12 − 14                  |

FLFA · 
A-internationals · 
Libanees vrouwenelftal
1940 – 1949 · 
1950 – 1959 · 
1960 – 1969 · 
1970 – 1979 · 
1980 – 1989 · 
1990 – 1999 · 
2000 – 2009 · 
2010 – 2019 ·
2020 − 2029
Afghanistan ·
Algerije ·
Armenië ·
Australië ·
Bahrein ·
Bangladesh ·
Bhutan ·
Brunei ·
Bulgarije ·
Cambodja ·
China ·
Cyprus ·
Djibouti ·
Ecuador ·
Egypte ·
Equatoriaal-Guinea ·
Estland ·
Filipijnen ·
Gabon ·
Georgië ·
Hongarije ·
Hongkong ·
India ·
Irak ·
Iran ·
Jemen ·
Jordanië ·
Kazachstan ·
Kirgizië ·
Koeweit ·
Laos ·
Libië ·
Malediven ·
Maleisië ·
Malta ·
Marokko ·
Mauritanië ·
Mongolië ·
Montenegro ·
Myanmar ·
Namibië ·
Nieuw-Zeeland ·
Noord-Korea ·
Noord-Macedonië ·
Oeganda ·
Oezbekistan ·
Oman ·
Oost-Timor ·
Pakistan ·
Palestina ·
Qatar ·
San Marino ·
Saoedi-Arabië ·
Singapore ·
Slowakije ·
Soedan ·
Somalië ·
Sri Lanka ·
Syrië ·
Tadzjikistan ·
Thailand ·
Tsjechië ·
Tunesië ·
Turkije ·
Turkmenistan ·
Vanuatu ·
Verenigde Arabische Emiraten ·
Vietnam ·
Zuid-Korea
OFA · A-internationals · Bondscoaches · Statistieken · Olympisch elftal · Oman U21 · Oman U20 · Oman U19 · Oman U18 · Oman U17
1970 – 1979 · 
1980 – 1989 · 
1990 – 1999 · 
2000 – 2009 · 
2010 – 2019 ·
2020 − 2029
1974 · 
1975 · 
1976 · 
1977 · 
1978 · 
1979 · 
1980 · 
1981 · 
1982 · 
1983 · 
1984 · 
1985 · 
1986 · 
1987 · 
1988 · 
1989 · 
1990 · 
1991 · 
1992 · 
1993 · 
1994 · 
1995 · 
1996 · 
1997 · 
1998 · 
1999 · 
2000 · 
2001 · 
2002 · 
2003 · 
2004 · 
2005 · 
2006 · 
2007 · 
2008 · 
2009 · 
2010 · 
2011 · 
2012 · 
2013 · 
2014 ·
2015 ·
2016 ·
2017 ·
2018 ·
2019 ·
2020 ·
2021 ·
2022 ·
2023
Afghanistan ·
Algerije ·
Australië ·
Azerbeidzjan ·
Bahrein ·
Bangladesh ·
Benin ·
Bhutan ·
Bosnië en Herzegovina ·
Brazilië ·
Bulgarije ·
Burkina Faso ·
Chili ·
China ·
Congo-Kinshasa ·
Costa Rica ·
Duitsland ·
Ecuador ·
Egypte ·
Estland ·
Filipijnen ·
Finland ·
Gabon ·
Guam ·
Haïti ·
Hongkong ·
Ierland ·
India ·
Indonesië ·
Irak ·
Iran ·
Japan ·
Jemen ·
Jordanië ·
Kazachstan ·
Kenia ·
Kirgizië ·
Koeweit ·
Kosovo ·
Laos ·
Letland ·
Libanon ·
Liberia ·
Libië ·
Macau ·
Malediven ·
Maleisië ·
Mali ·
Marokko ·
Mauritanië ·
Mozambique ·
Myanmar ·
Nepal ·
Nieuw-Zeeland ·
Noord-Korea ·
Noord-Macedonië ·
Noorwegen ·
Oezbekistan ·
Pakistan ·
Palestina ·
Paraguay ·
Qatar ·
Saoedi-Arabië ·
Senegal ·
Singapore ·
Slovenië ·
Soedan ·
Somalië ·
Sri Lanka ·
Syrië ·
Tadzjikistan ·
Taiwan ·
Thailand ·
Togo ·
Tunesië ·
Turkmenistan ·
Uruguay ·
Verenigde Arabische Emiraten ·
Verenigde Staten ·
Vietnam ·
Wit-Rusland ·
Zambia ·
Zimbabwe ·
Zuid-Korea ·
Zweden ·
Zwitserland